# Patrick Marie Aubert
Pour les articles homonymes, voir Aubert.
Patrick Marie Aubert est un chef de chœur et chef d'orchestre français, né à Aix-en-Provence le 13 avril 1957.

## Biographie
Formé au conservatoire de sa ville natale où il débute sous la baguette de Darius Milhaud, Patrick Marie Aubert obtient un premier prix de direction d'orchestre dans la classe de Pierre Villette puis il reçoit les conseils de Karl Richter et Seiji Ozawa. Il est également titulaire d'un prix de chant, d'un prix d'art lyrique et d'un prix de musique de chambre.
Professeur de la classe de chant choral puis directeur du conservatoire Léo Delibes de Clichy dans les Hauts-de-Seine, directeur artistique de l'ensemble vocal Vox Hominis, directeur musical de l’orchestre Divertimento, chef des chœurs de l’opéra de Nantes, il a par ailleurs enseigné au collège Stanislas de Paris.
Chef du chœur de l'Armée française jusqu'en juillet 2000, il a participé pendant près de vingt ans aux grands événements rythmant la vie de la Nation (cérémonies au Panthéon, 14 juillet, coupe du monde de football, etc.) et a dirigé de nombreux concerts en France et à l'étranger.
Il a été le chef du Chœur du Capitole de Toulouse de septembre 2003 à août 2009 puis directeur du Chœur de l'Opéra national de Paris de 2009 à 2014. Il est régulièrement invité par les opéras de Hong Kong, Pékin et Lausanne.
Ses activités professionnelles lui ont permis de travailler avec les chefs d'orchestre Maurizio Arena, Serge Baudo, Maurizio Benini, Roberto Benzi, Daniele Callegari, Jean-Claude Casadesus, Christoph Eschenbach, Marc Minkowski, Michel Plasson, Georges Prêtre, Jeffrey Tate, etc. et les metteurs en scène Robert Carsen, Georges Lavaudant, Jorge Lavelli, Laurent Pelly, Pier Luigi Pizzi, Stefano Poda, Olivier Py, Robert Wilson, etc.
En 2025, il est nommé au conseil d’orientation du Palazzetto Bru Zane.

## Décorations
- Chevalier de la Légion d'honneur[2]
- Officier de l'ordre national du Mérite[3]
- Commandeur de l'ordre des Arts et des Lettres